# یامانگولوو
یامانگولوو (انگلیسی: Yamangulovo) یک شهرک در شهرستان کویورگازینسکی جمهوری باشقیرستان در کشور روسیه است.